# Martinella iquitoensis
Martinella iquitoensis là một loài thực vật có hoa trong họ Chùm ớt. Loài này được A.Samp. mô tả khoa học đầu tiên năm 1935.